# Volker Schmidt (Archäologe)

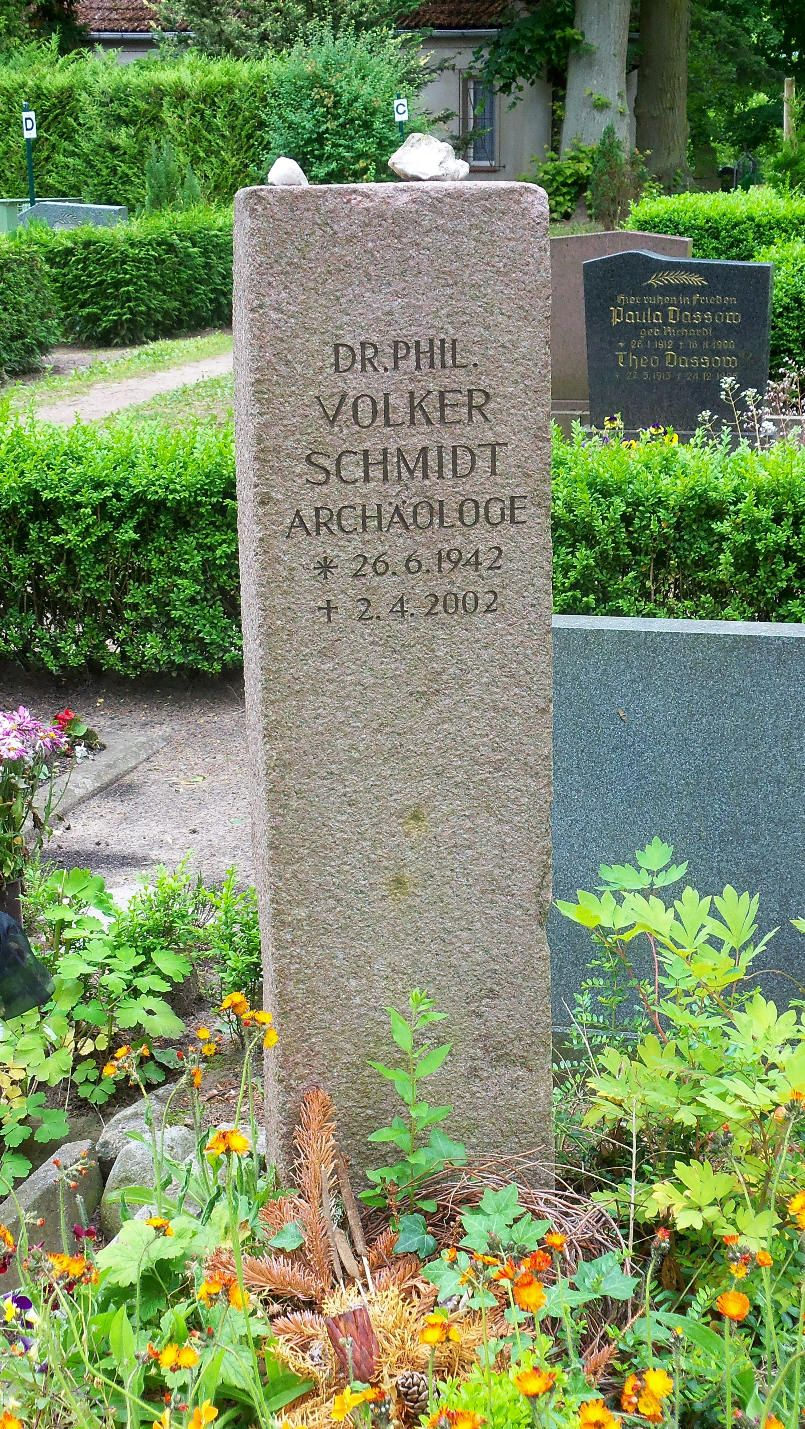
Grabstätte von Volker Schmidt auf dem Friedhof in Burg Stargard

Volker Karl Hermann Schmidt,  auch gen. Rethra-Schmidt (* 26. Juni 1942 in Burg Stargard; † 2. April 2002 in Neubrandenburg) war ein deutscher Mittelalterarchäologe, Museumsdirektor und Rethraforscher sowie langjähriger inoffizieller Mitarbeiter des Ministeriums für Staatssicherheit der DDR.

## Leben und Werk
Volker Schmidt wurde als Sohn des Zahnarztes Friedrich Franz Schmidt (1909–1945) in der südostmecklenburgischen Kleinstadt Burg Stargard geboren. Er besuchte Schulen in seiner Heimatstadt und in Neubrandenburg und begann frühzeitig, sich für die Ur- und Frühgeschichte seiner näheren Heimat zu interessieren. Zunächst wollte er den Beruf des Vaters ergreifen. Sein 1967 begonnenes Studium der Zahnmedizin an der Universität Greifswald endete abrupt, als er im Folgejahr wegen Teilnahme an Protestdemonstrationen im Zusammenhang mit dem Prager Frühling exmatrikuliert wurde und nach einem Jahr Haft eine lebenslange Studiensperre für Universitäten der DDR erhielt.
Anschließend arbeitete Schmidt zunächst als Zahntechniker und machte 1970 als wissenschaftlicher Mitarbeiter im Stadtmuseum Neubrandenburg sein Hobby zum Beruf. Als Museumsmitarbeiter, Restaurator und Abteilungsleiter im Bereich Archäologie trug er maßgeblich dazu bei, dass sich das Neubrandenburger Museum vor allem durch archäologische Forschungen profilierte und internationale Anerkennung erwerben konnte. Dabei stand die slawische Geschichte der Region und das zentrale Slawenheiligtum Rethra über mehrere Jahrzehnte im Zentrum seines Forschungsinteresses. Seit Anfang der 1970er Jahre leitete Schmidt den beim Museum angesiedelten Jugendklub "Heinrich-Schliemann" (zuletzt die älteste deutsche Facharbeitsgemeinschaft für Jugendliche im Bereich Archäologie und Heimatgeschichte; 2010 wurde die Arbeit des Jugendklubs eingestellt) sowie die Kreisarbeitsgruppe ehrenamtlicher Bodendenkmalpfleger Neubrandenburg. Seine langjährig erfolgreiche Jugendarbeit und sein ehrenamtliches Wirken schufen die Voraussetzungen zur Wiedergründung des Neubrandenburger Museumsvereins, mit dem das Neubrandenburger Museum an die große alte Vereinstradition des 19. und frühen 20. Jahrhunderts anknüpft.
Ein Fernstudium der Ur- und Frühgeschichte an der Universität Halle beendete Volker Schmidt 1977 als Diplomhistoriker. 1984 wurde er an der Humboldt-Universität Berlin mit einer ersten Studie über seine Forschungsergebnisse in einer slawischen Siedlungskammer am Südende des Tollensesees und der Lieps zum Dr. phil. promoviert. Seit 1990 war Schmidt Direktor des Neubrandenburger Museums, welches sich unter seiner Leitung vom  „Historischen Bezirksmuseum“ zum Regionalmuseum Neubrandenburg umprofilierte.
Ehrenamtlich engagierte sich Schmidt in der nach der Wende neu entstehenden Heimatbewegung in Mecklenburg-Vorpommern. Er war Mitinitiator und bis 1994 Präsidiumsmitglied des Landesheimatverbandes Mecklenburg-Vorpommern. Die Gründung mehrerer Ortsgruppen der Landsmannschaft Mecklenburg, insbesondere in Neubrandenburg und Umland, gehen auf Schmidts Wirken zurück. Am 24. September 1994 verlieh ihm die Landsmannschaft Mecklenburg ihre Fritz-Reuter-Medaille. 2002 erlag Volker Schmidt einem Krebsleiden und fand auf dem Friedhof Burg Stargard seine letzte Ruhe.
Schmidts Werdegang und seine Arbeit werden in dem Film „Arkona, Rethra, Vineta - Reise zu versunkenen Orten“ von Volker Koepp dargestellt.
Wenn auch einzelne seiner Hypothesen und Interpretationen in der Fachwelt umstritten sind, so zählt Volker Schmidt gleichwohl zu den bedeutenden Archäologen des 20. Jahrhunderts aus Mecklenburg-Vorpommern. Er war zweimal verheiratet und hat drei Töchter.
Seit 1992 war Schmidt vor allem als Archäologe für das Landesamt für Bodendenkmalpflege Mecklenburg-Vorpommern tätig. Er leitete mehrere archäologische Großgrabungen, entdeckte dabei einen slawischen Adelssitz in Glienke und war zuletzt an der Autobahntrasse der A20 tätig.

## Tätigkeit als IM der Staatssicherheit
Anfang der 1990er Jahre wurde bekannt, dass Schmidt über ein Jahrzehnt lang und mit wachsendem Engagement als Inoffizieller Mitarbeiter (IM, Deckname „Günter Bittow“) dem Unterdrückungsapparat des Ministeriums für Staatssicherheit gedient hatte und dabei auch fachliche Konkurrenten bespitzelte. Schmidts Enttarnung beendete im September 1992 seine jahrzehntelange Tätigkeit am Neubrandenburger Museum. 
Nach Ansicht eines seiner Opfer gehörte Schmidt „zu denjenigen ..., die nichts aus der Vergangenheit gelernt haben. ... Fidel wie früher [segelte er] unter Ausnutzung des günstigen Rückenwindes durchs Leben“. Rückendeckung habe Schmidt dabei sowohl von Seiten des Museums als auch durch die Landesarchäologie erhalten, wo man auf seine Fachkompetenz nicht verzichten konnte oder wollte.

## Veröffentlichungen (Auswahl)
Von Volker Schmidt verzeichnet die Landesbibliographie MV mehr als 170 Veröffentlichungen, darunter die Monographien:
- Historisches Bezirksmuseum Neubrandenburg. Wegweiser durch die ständigen Ausstellungen zur Ur- und Frühgeschichte des Bezirkes Neubrandenburg. Neubrandenburg 1980.
- Lieps. Eine slawische Siedlungskammer am Südende des Tollensesees. [Beiträge zur Ur- und Frühgeschichte der Bezirke Rostock, Schwerin und Neubrandenburg; 16]. Berlin 1984 (= Dissertation)
- Das mittelalterliche Töpferhandwerk in Neubrandenburg. [Schriftenreihe des Historischen Bezirksmuseums Neubrandenburg; H. 20]. Neubrandenburg 1989.
- Drense. Eine Hauptburg der Ukrane. [Beiträge zur Ur- und Frühgeschichte der Bezirke Rostock, Schwerin und Neubrandenburg; 22]. Deutscher Verlag der Wissenschaften, Berlin 1989. ISBN 3-326-00485-0.
- Spätmittelalterliche Töpfereierzeugnisse aus Neubrandenburg. [Materialhefte zur Ur- und Frühgeschichte Mecklenburgs; Bd. 5]. Schwerin, 1990.
- Lieps. Die slawischen Gräberfelder und Kultbauten am Südende des Tollensesees. [Beiträge zur Ur- und Frühgeschichte Mecklenburg-Vorpommerns; 26]. Schwerin 1992.
- Neubrandenburg. Ein historischer Führer. Rostock 1997. ISBN 3-356-00726-2.
- Neubrandenburg. [Die Reihe Archivbilder]. Erfurt 1999. ISBN 3-89702-119-6.